# Horse Racing
Horse Racing (La Course de chevaux ou Courses de chevaux dans certaines versions destinées aux marchés francophones) est un jeu vidéo développé par APh Technological Consulting et édité par Mattel Electronics, sorti en 1980 sur la console Intellivision. Il s'agit d'un jeu de simulation de courses de chevaux et de paris hippiques.
Il ne doit pas être confondu avec Horse Race Analyzer, un assistant de poche pour les courses hippiques semblable à un jeu électronique, commercialisé par Mattel Electronics l'année précédente.

## Système de jeu

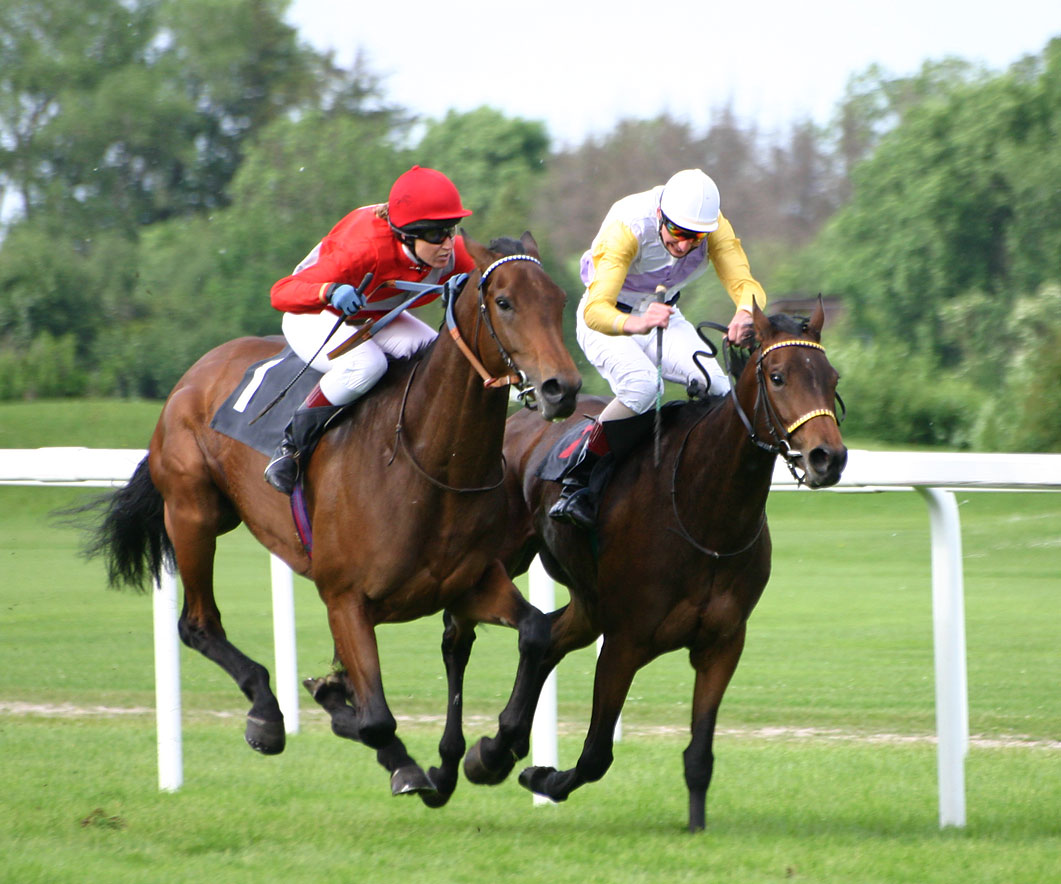
Course de chevaux.

Horse Racing est jouable jusqu'à 6 joueurs. À chaque début de partie, l'ordinateur génère aléatoirement une écurie de huit chevaux (Pink Lady, Snowy Guy Gold Torts, Green Goblin, Blueboy, Sun Shine Shake, Grape Ghost et Red Devil) qui garderont les mêmes caractéristiques (élan au départ, allure au début de la course, endurance, vitesse dans la dernière ligne droite, adaptation aux différents types de terrain) pour la durée de la partie.
Chaque joueur dispose d'un capital de départ de 750 dollars et doit réaliser les plus gros gains possibles en pariant (pari exacta ou gagnant) sur une série de dix courses hippiques se tenant sur des distances de 3 à 10 furlongs, dans les conditions de piste variables (sec, boueux, turf), et opposant quatre des chevaux de l'écurie.
L'ordinateur calcule les cotes et simule les courses, en tenant compte des attributs des chevaux. En outre, deux joueurs peuvent utiliser les manettes pour prendre le rôle du jockey et influencer le rythme de deux chevaux en les flattant ou en usant de la cravache.

## Développement
Le jeu a été écrit par Chris Hawley chez APh Technological Consulting. Les illustrations du packaging sont de Jerrol Richardson. 

## Accueil
- Tilt : « Passionnante reconstitution qui séduira même les dénigreurs les plus farouches du tiercé »[10].
- TV Gamer : « un jeu qui offre beaucoup de divertissement »[11].

La revue Electronic Games apprécie les graphismes magnifiques qui rendent l'excitation d'une vraie piste. Et si le fonctionnement des paris d'avant-course semble un peu compliqué de prime abord, il est très réaliste et facile à appréhender, y compris par le parieur néophyte, après une lecture rapide des règles. Même constat pour Hartmut Huff, qui trouve le manuel d'instruction « incroyablement compliqué » et avoue n'avoir pas bien compris le système de paris au début.
Les graphismes sont également appréciés par Electronic Fun, qui les note « A », tandis que la jouabilité globale n'obtient qu'un « C ».

## Héritage
En 1988, INTV Corporation annonce la sortie de Super Pro Horse Racing, qui aurait dû être une version améliorée de Horse Racing, à l'instar des autres jeux de la gamme Super Pro. Toutefois, en raison des difficultés financières de l'entreprise, cette annonce n'est pas suivie d'effet.
Horse Racing est présent, émulé, dans la compilation Intellivision Lives! (en) sortie sur diverses plateformes.
Le 22 septembre 2010, Horse Racing est ajouté au service Game Room (en) de Microsoft, accessible sur Xbox 360 et PC.
Horse Racing fait partie des jeux intégrés dans la console Intellivision Flashback, sortie en 2014.